# 辛贲
辛贲（？—？），字叔文，陇西郡狄道县（今甘肃省定西市临洮县）人，北魏、东魏官员。

## 生平
辛贲年少时有文学才能，见识风度深沉端方，以北中府中兵参军、员外散骑侍郎为起家官。建义初年，辛贲修订起居注，又才出任济州抚军府长史。魏孝武帝元修时期，辛贲转任胶州车骑府长史，升任平东将军，出任太师、咸阳王元坦的开府长史。武定年间，中尉崔暹上表举荐辛贲，辛贲因此出任某郡太守，官吏百姓感念辛贲的恩惠。返回后，辛贲在邺城去世，时年虚岁五十八。

## 家庭

### 八世祖
- 辛怡，西晋幽州刺史[2]

### 高祖父母
- 辛渊，西凉骁骑将军[2]
- 冯翊郭氏，西都县县令郭雅之女[2]

### 曾祖父母
- 辛绍先，北魏下邳郡太守，赠使持节、冠军将军、并州刺史、晋阳惠侯[2]
- 酒泉马氏，西海郡太守马骘之女[2]

### 祖父母
- 辛凤达，北魏并州中正[2]
- 武功苏氏，北魏扬烈将军、允街男苏元达之女[2]

### 生父母
- 辛祥，北魏安定王长史[2]
- 李庆容，出自陇西李氏，武照王李暠玄孙女，仪同、宣公李宝孙女，秦州刺史、襄武惠侯李辅长女[2]

### 嗣祖父母
- 辛凤麟，北魏宁朔将军、东安郡太守[2]
- 胡显明，出自安定胡氏，中书侍郎、兼领著作郎胡义周孙女，中书侍郎、雍州刺史、临泾宣侯胡方回之女[2]

### 嗣父
- 辛元景[2]

### 兄弟姐妹
- 辛琨，北魏轻车将军、济州征虏府長史
- 辛怀仁，东魏长乐郡太守
- 辛烈，北魏梁州镇南府长史
- 辛匡，北魏龙骧将军、通直散骑侍郎
- 辛孟兰，嫁河东柳季和[2]